# Primera División de Uruguay 1939
Liga Profesional de Primera División 1939 var den 37:e säsongen av Uruguays högstaliga i fotboll, och åttonde säsongen som ligan spelades på professionell nivå. Ligan spelades som ett seriespel där samtliga lag mötte varandra vid två tillfällen. Totalt spelades 110 matcher med 382 gjorda mål.
Nacional vann sin 14:e titel som uruguayanska mästare.

## Deltagande lag
11 lag deltog i mästerskapet, samtliga från Montevideo.

## Resultat
| Nr | Lag                  | S  | V  | O | F  | GM | IM | MS  | P  |
| -- | -------------------- | -- | -- | - | -- | -- | -- | --- | -- |
| 1  | Nacional             | 20 | 13 | 2 | 5  | 60 | 17 | +43 | 28 |
| 2  | Peñarol              | 20 | 13 | 2 | 5  | 56 | 25 | +31 | 28 |
| 3  | Montevideo Wanderers | 20 | 7  | 8 | 5  | 33 | 28 | +5  | 22 |
| 4  | Liverpool            | 20 | 8  | 3 | 9  | 29 | 31 | −2  | 19 |
| 5  | River Plate          | 20 | 6  | 7 | 7  | 25 | 30 | −5  | 19 |
| 6  | CA Defensor          | 20 | 6  | 7 | 7  | 29 | 44 | −15 | 19 |
| 7  | Racing Club          | 20 | 6  | 7 | 7  | 28 | 45 | −17 | 19 |
| 8  | Central FC           | 20 | 6  | 6 | 8  | 23 | 42 | −19 | 18 |
| 9  | Rampla Juniors       | 20 | 6  | 5 | 9  | 36 | 42 | −6  | 17 |
| 10 | IA Sud América       | 20 | 5  | 6 | 9  | 36 | 37 | −1  | 16 |
| 11 | Bella Vista          | 20 | 5  | 5 | 10 | 27 | 41 | −14 | 15 |

## Playoff
|  | 28 april 1940 | Nacional                                               | 3 – 2 (e.fl.)  | Peñarol                    | Estadio Centenario                              |                                                 |
|  |               | Francisco Arispe 39′ Luis Volpi 98′ Atilio García 103′ | (1 – 0, 1 – 1) | Adelaido Camaití 85′, 110′ | Montevideo Publik: 43 000 Domare: Aníbal Tejada | Montevideo Publik: 43 000 Domare: Aníbal Tejada |
|  |               |                                                        |                |                            | Montevideo Publik: 43 000 Domare: Aníbal Tejada | Montevideo Publik: 43 000 Domare: Aníbal Tejada |
|  |               |                                                        |                |                            | Montevideo Publik: 43 000 Domare: Aníbal Tejada | Montevideo Publik: 43 000 Domare: Aníbal Tejada |

## Kvalspel
| 1 |  | Progreso | 2 – 1 | Bella Vista | Montevideo |  |
|   |  |          |       |             |            |  |
|   |  |          |       |             |            |  |
|   |  |          |       |             |            |  |

| 2 |  | Bella Vista | 2 – 0 | Progreso | Montevideo |  |
|   |  |             |       |          |            |  |
|   |  |             |       |          |            |  |
|   |  |             |       |          |            |  |

| 3 |  | Bella Vista | 3 – 0 | Progreso | Montevideo |  |
|   |  |             |       |          |            |  |
|   |  |             |       |          |            |  |
|   |  |             |       |          |            |  |